# Jean-Jacques Belloc
Pour les articles homonymes, voir Belloc (homonymie).
Jean-Jacques Belloc (né à Saint-Maurin dans le Quercy en 1730 et mort à Agen le 23 octobre 1807) fut chirurgien du Roy et créateur de la médecine légale en France.

## Parcours
Fils de chirurgien, il fut élève du collège de Montpellier puis étudia la médecine et la chirurgie, d'abord à l'université de Montpellier, puis à la Faculté de Médecine de Paris. Reçu maître en chirurgie à Paris en 1754 et malgré ses titres de lieutenant du premier chirurgien du Roi et de professeur de médecine légale, il s'était fixé à Agen en 1768 et y avait fondé, dans la vieille tour de Saint-Côme, à côté du grand cimetière de Sainte-Foy, une école de chirurgie qui prospéra jusqu'à la Révolution. Il y autopsiait des cadavres qu'il allait déterrer avec l'aide de ses élèves. Il a inventé quelques instruments de chirurgie, entre autres la sonde qui porte son nom (sonde ou canule de Belloc), pour le tamponnement des fosses nasales,. 
Considéré à juste titre comme le créateur en France de la médecine légale, Belloc est l'auteur de nombreux mémoires, notamment sur le magnétisme animal et la petite vérole, dont il avait fait sa spécialité.

## Généalogie
| Jean BELLOC †1720 Maître Chirurgien |  |                                     |                                     |                                              |                                              |                                              |                                              |                                              |                                              |                                                |                                                |                                                |                                                |                                                                                             |                                                                                             |                                                                                             |                                                                                             |                                                                                             |                                                                                             |                                                                                        |                                                                                        |                                                                                                  |                                                                                        |                                                                                        |                                                                                        |                    |                    |                    |                    |                                                                  |                                                                  |                                                                  |                                                                  |                                                                  |                                                                  |  |  |  |  |  |  |  |  |  |  |  |  |  |  |  |  |  |  |  |  |  |  |  |  |
|                                     |  |                                     |                                     |                                              |                                              |                                              |                                              |                                              |                                              |                                                |                                                |                                                |                                                |                                                                                             |                                                                                             |                                                                                             |                                                                                             |                                                                                             |                                                                                             |                                                                                        |                                                                                        |                                                                                                  |                                                                                        |                                                                                        |                                                                                        |                    |                    |                    |                    |                                                                  |                                                                  |                                                                  |                                                                  |                                                                  |                                                                  |  |  |  |  |  |  |  |  |  |  |  |  |  |  |  |  |  |  |  |  |  |  |  |  |
|                                     |  |                                     |                                     |                                              |                                              |                                              |                                              |                                              |                                              |                                                |                                                |                                                |                                                |                                                                                             |                                                                                             |                                                                                             |                                                                                             |                                                                                             |                                                                                             |                                                                                        |                                                                                        |                                                                                                  |                                                                                        |                                                                                        |                                                                                        |                    |                    |                    |                    |                                                                  |                                                                  |                                                                  |                                                                  |                                                                  |                                                                  |  |  |  |  |  |  |  |  |  |  |  |  |  |  |  |  |  |  |  |  |  |  |  |  |
|                                     |  |                                     |                                     | Guilhomme BELLOC 1699-1787 Maître Chirurgien | Guilhomme BELLOC 1699-1787 Maître Chirurgien | Guilhomme BELLOC 1699-1787 Maître Chirurgien | Guilhomme BELLOC 1699-1787 Maître Chirurgien | Guilhomme BELLOC 1699-1787 Maître Chirurgien | Guilhomme BELLOC 1699-1787 Maître Chirurgien |                                                |                                                |                                                |                                                |                                                                                             |                                                                                             |                                                                                             |                                                                                             |                                                                                             |                                                                                             |                                                                                        |                                                                                        |                                                                                                  |                                                                                        | Jeanne DUMAS                                                                           | Jeanne DUMAS                                                                           | Jeanne DUMAS       | Jeanne DUMAS       | Jeanne DUMAS       | Jeanne DUMAS       |                                                                  |                                                                  |                                                                  |                                                                  |                                                                  |                                                                  |  |  |  |  |  |  |  |  |  |  |  |  |  |  |  |  |  |  |  |  |  |  |  |  |
|                                     |  |                                     |                                     | Guilhomme BELLOC 1699-1787 Maître Chirurgien | Guilhomme BELLOC 1699-1787 Maître Chirurgien | Guilhomme BELLOC 1699-1787 Maître Chirurgien | Guilhomme BELLOC 1699-1787 Maître Chirurgien | Guilhomme BELLOC 1699-1787 Maître Chirurgien | Guilhomme BELLOC 1699-1787 Maître Chirurgien |                                                |                                                |                                                |                                                |                                                                                             |                                                                                             |                                                                                             |                                                                                             |                                                                                             |                                                                                             |                                                                                        |                                                                                        |                                                                                                  |                                                                                        | Jeanne DUMAS                                                                           | Jeanne DUMAS                                                                           | Jeanne DUMAS       | Jeanne DUMAS       | Jeanne DUMAS       | Jeanne DUMAS       |                                                                  |                                                                  |                                                                  |                                                                  |                                                                  |                                                                  |  |  |  |  |  |  |  |  |  |  |  |  |  |  |  |  |  |  |  |  |  |  |  |  |
|                                     |  |                                     |                                     |                                              |                                              |                                              |                                              |                                              |                                              |                                                |                                                |                                                |                                                |                                                                                             |                                                                                             |                                                                                             |                                                                                             |                                                                                             |                                                                                             |                                                                                        |                                                                                        |                                                                                                  |                                                                                        |                                                                                        |                                                                                        |                    |                    |                    |                    |                                                                  |                                                                  |                                                                  |                                                                  |                                                                  |                                                                  |  |  |  |  |  |  |  |  |  |  |  |  |  |  |  |  |  |  |  |  |  |  |  |  |
|                                     |  |                                     |                                     |                                              |                                              |                                              |                                              |                                              |                                              |                                                |                                                |                                                |                                                | Jean-Jacques BELLOC 1730-1807 Chirurgien du Roy et créateur en France de la médecine légale | Jean-Jacques BELLOC 1730-1807 Chirurgien du Roy et créateur en France de la médecine légale | Jean-Jacques BELLOC 1730-1807 Chirurgien du Roy et créateur en France de la médecine légale | Jean-Jacques BELLOC 1730-1807 Chirurgien du Roy et créateur en France de la médecine légale | Jean-Jacques BELLOC 1730-1807 Chirurgien du Roy et créateur en France de la médecine légale | Jean-Jacques BELLOC 1730-1807 Chirurgien du Roy et créateur en France de la médecine légale |                                                                                        |                                                                                        |                                                                                                  |                                                                                        |                                                                                        |                                                                                        | Catherine DE GREZE | Catherine DE GREZE | Catherine DE GREZE | Catherine DE GREZE | Catherine DE GREZE                                               | Catherine DE GREZE                                               |                                                                  |                                                                  |                                                                  |                                                                  |  |  |  |  |  |  |  |  |  |  |  |  |  |  |  |  |  |  |  |  |  |  |  |  |
|                                     |  |                                     |                                     |                                              |                                              |                                              |                                              |                                              |                                              |                                                |                                                |                                                |                                                | Jean-Jacques BELLOC 1730-1807 Chirurgien du Roy et créateur en France de la médecine légale | Jean-Jacques BELLOC 1730-1807 Chirurgien du Roy et créateur en France de la médecine légale | Jean-Jacques BELLOC 1730-1807 Chirurgien du Roy et créateur en France de la médecine légale | Jean-Jacques BELLOC 1730-1807 Chirurgien du Roy et créateur en France de la médecine légale | Jean-Jacques BELLOC 1730-1807 Chirurgien du Roy et créateur en France de la médecine légale | Jean-Jacques BELLOC 1730-1807 Chirurgien du Roy et créateur en France de la médecine légale |                                                                                        |                                                                                        |                                                                                                  |                                                                                        |                                                                                        |                                                                                        | Catherine DE GREZE | Catherine DE GREZE | Catherine DE GREZE | Catherine DE GREZE | Catherine DE GREZE                                               | Catherine DE GREZE                                               |                                                                  |                                                                  |                                                                  |                                                                  |  |  |  |  |  |  |  |  |  |  |  |  |  |  |  |  |  |  |  |  |  |  |  |  |
|                                     |  |                                     |                                     |                                              |                                              |                                              |                                              |                                              |                                              |                                                |                                                |                                                |                                                |                                                                                             |                                                                                             |                                                                                             |                                                                                             |                                                                                             |                                                                                             |                                                                                        |                                                                                        |                                                                                                  |                                                                                        |                                                                                        |                                                                                        |                    |                    |                    |                    |                                                                  |                                                                  |                                                                  |                                                                  |                                                                  |                                                                  |  |  |  |  |  |  |  |  |  |  |  |  |  |  |  |  |  |  |  |  |  |  |  |  |
|                                     |  |                                     |                                     |                                              |                                              |                                              |                                              |                                              |                                              |                                                |                                                |                                                |                                                |                                                                                             |                                                                                             |                                                                                             |                                                                                             |                                                                                             |                                                                                             |                                                                                        |                                                                                        |                                                                                                  |                                                                                        |                                                                                        |                                                                                        |                    |                    |                    |                    |                                                                  |                                                                  |                                                                  |                                                                  |                                                                  |                                                                  |  |  |  |  |  |  |  |  |  |  |  |  |  |  |  |  |  |  |  |  |  |  |  |  |
|                                     |  | Jean Cadet BELLOC 1766-1852 Médecin | Jean Cadet BELLOC 1766-1852 Médecin | Jean Cadet BELLOC 1766-1852 Médecin          | Jean Cadet BELLOC 1766-1852 Médecin          | Jean Cadet BELLOC 1766-1852 Médecin          | Jean Cadet BELLOC 1766-1852 Médecin          |                                              |                                              | Paulin BELLOC Officier de la Campagne d'italie | Paulin BELLOC Officier de la Campagne d'italie | Paulin BELLOC Officier de la Campagne d'italie | Paulin BELLOC Officier de la Campagne d'italie | Paulin BELLOC Officier de la Campagne d'italie                                              | Paulin BELLOC Officier de la Campagne d'italie                                              |                                                                                             |                                                                                             |                                                                                             |                                                                                             | Barthélémy BELLOC 1777-1812 Chirurgien De l'école de médecine et de chirurgie de Paris | Barthélémy BELLOC 1777-1812 Chirurgien De l'école de médecine et de chirurgie de Paris | Barthélémy BELLOC 1777-1812 Chirurgien De l'école de médecine et de chirurgie de Paris           | Barthélémy BELLOC 1777-1812 Chirurgien De l'école de médecine et de chirurgie de Paris | Barthélémy BELLOC 1777-1812 Chirurgien De l'école de médecine et de chirurgie de Paris | Barthélémy BELLOC 1777-1812 Chirurgien De l'école de médecine et de chirurgie de Paris |                    |                    |                    |                    | Jean Hypolythe BELLOC Médecin militaire impérial à Fontainebleau | Jean Hypolythe BELLOC Médecin militaire impérial à Fontainebleau | Jean Hypolythe BELLOC Médecin militaire impérial à Fontainebleau | Jean Hypolythe BELLOC Médecin militaire impérial à Fontainebleau | Jean Hypolythe BELLOC Médecin militaire impérial à Fontainebleau | Jean Hypolythe BELLOC Médecin militaire impérial à Fontainebleau |  |  |  |  |  |  |  |  |  |  |  |  |  |  |  |  |  |  |  |  |  |  |  |  |
|                                     |  | Jean Cadet BELLOC 1766-1852 Médecin | Jean Cadet BELLOC 1766-1852 Médecin | Jean Cadet BELLOC 1766-1852 Médecin          | Jean Cadet BELLOC 1766-1852 Médecin          | Jean Cadet BELLOC 1766-1852 Médecin          | Jean Cadet BELLOC 1766-1852 Médecin          |                                              |                                              | Paulin BELLOC Officier de la Campagne d'italie | Paulin BELLOC Officier de la Campagne d'italie | Paulin BELLOC Officier de la Campagne d'italie | Paulin BELLOC Officier de la Campagne d'italie | Paulin BELLOC Officier de la Campagne d'italie                                              | Paulin BELLOC Officier de la Campagne d'italie                                              |                                                                                             |                                                                                             |                                                                                             |                                                                                             | Barthélémy BELLOC 1777-1812 Chirurgien De l'école de médecine et de chirurgie de Paris | Barthélémy BELLOC 1777-1812 Chirurgien De l'école de médecine et de chirurgie de Paris | Barthélémy BELLOC 1777-1812 Chirurgien De l'école de médecine et de chirurgie de Paris           | Barthélémy BELLOC 1777-1812 Chirurgien De l'école de médecine et de chirurgie de Paris | Barthélémy BELLOC 1777-1812 Chirurgien De l'école de médecine et de chirurgie de Paris | Barthélémy BELLOC 1777-1812 Chirurgien De l'école de médecine et de chirurgie de Paris |                    |                    |                    |                    | Jean Hypolythe BELLOC Médecin militaire impérial à Fontainebleau | Jean Hypolythe BELLOC Médecin militaire impérial à Fontainebleau | Jean Hypolythe BELLOC Médecin militaire impérial à Fontainebleau | Jean Hypolythe BELLOC Médecin militaire impérial à Fontainebleau | Jean Hypolythe BELLOC Médecin militaire impérial à Fontainebleau | Jean Hypolythe BELLOC Médecin militaire impérial à Fontainebleau |  |  |  |  |  |  |  |  |  |  |  |  |  |  |  |  |  |  |  |  |  |  |  |  |
|                                     |  |                                     |                                     |                                              |                                              |                                              |                                              |                                              |                                              |                                                |                                                |                                                |                                                |                                                                                             |                                                                                             |                                                                                             |                                                                                             |                                                                                             |                                                                                             |                                                                                        |                                                                                        | Camille Belloc 1807-1876 Médecin en chef des hôpitaux militaires, inventeur du Charbon de Belloc |                                                                                        |                                                                                        |                                                                                        |                    |                    |                    |                    |                                                                  |                                                                  |                                                                  |                                                                  |                                                                  |                                                                  |  |  |  |  |  |  |  |  |  |  |  |  |  |  |  |  |  |  |  |  |  |  |  |  |

Catherine Grèze veuve de Jean-Jacques Belloc fit le partage de ses biens avec ses sept enfants le 5 août 1808 à Agen. L'acte cite : 1°) Pierre Belloc aîné prêtre et vicaire de la cathédrale 2°) Jean Belloc cadet médecin 3°) Jean-Baptiste Belloc propriétaire 4°) Barthélémy Belloc médecin 6°) Jean-Paul Belloc employé dans la Régie des droits réunis demeurant à Tonneins 7°) Françoise Belloc épouse de Guillaume-Placide Cougouilhe chirurgien habitant à Allemans canton de Lauzun.
Les 4 premiers habitent Agen. Le 5e enfant est Jean-Hypolythe Belloc, alors docteur médecin de Paris, chirurgien attaché à l'hôpital militaire de la Garde Impériale, envoyé en Espagne "depuis plusieurs mois sans qu'on sache où il est".

## Publications
- Topographie Physique, philosophique et médicale du département de Lot-et-Garonne, Agen, 1806
- Cours de médecine légale judiciaire, théorique et pratique Paris : impr. de la Société de médecine, (an IX, 1811, 1819) FRBNF30080952